# 日産・QRエンジン
日産・QRエンジンとは、日産自動車の直列4気筒DOHCガソリンエンジンの系列である。
QR20系はSR20エンジン及びKA20エンジン、QR25系はKA24エンジンの後継として開発された。QR系（QR20DD）の初搭載はブルーバードシルフィである。QR20DEの初搭載はエクストレイルで、既存のSRエンジン搭載車は平成12年排出ガス規制に適合するため、そのほとんどがQRエンジンに切り替わった。QR25DEの初搭載はプレサージュである。QR20系は2021年現在、ほとんどがMRエンジンに切り替わっている。YDエンジンを基に開発された。

## バリエーション

### QR20DD
- タイプ:直列4気筒 DOHC 16バルブ CVTC (NEO-Di)
- 排気量:1,998cc
- 内径×行程:89.0mm×80.3mm
- 圧縮比：10.5

出力・トルク
- (1)110kW(150PS)/6,000rpm 200N・m(20.4kg-m)/4,400rpm

#### 搭載車種
ブルーバードシルフィ（G10）

### QR20DE

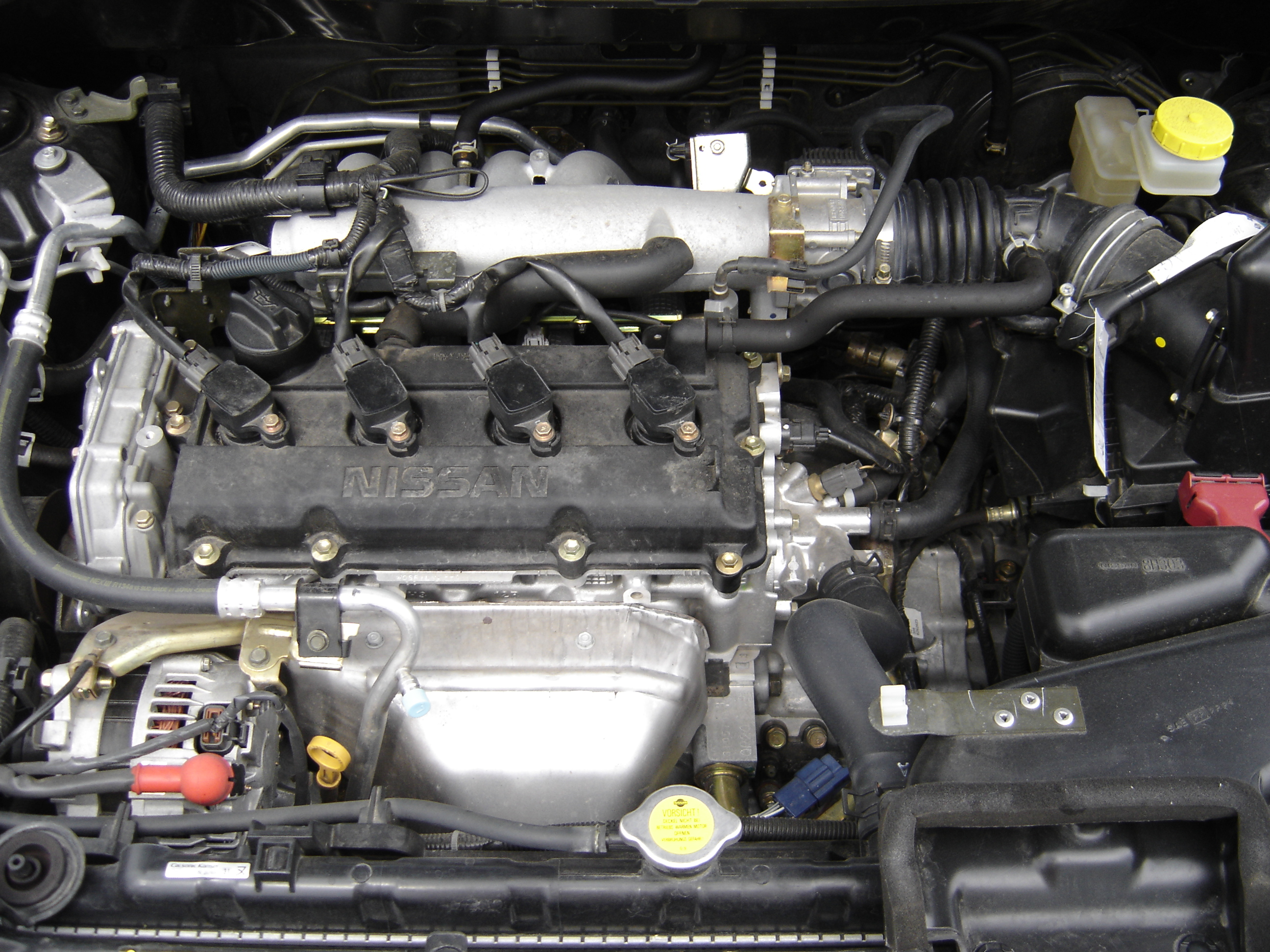
QR20DE

- タイプ:直列4気筒 DOHC 16バルブ CVTC
- 内径×行程:89.0mm×80.3mm
- 圧縮比：9.9

出力・トルク
- (1)110kW(150PS)/6,000rpm 200N・m(20.4kg-m)/4,000rpm
- (2)108kW(147PS)/6,000rpm 198N・m(20.2kg-m)/4,000rpm
- (3)96kW(130PS)/5,600rpm 178N・m(18.1kg-m)/4,400rpm

#### 搭載車種
- エクストレイル（T30）
- プリメーラ（P12）
- リバティ（M12）
- セレナ（C24）
- アベニール
- ウイングロード（Y11）
- ティアナ（東風日産で生産される中国向け。日本仕様には設定なし）
- アトラス（F24）
  - UD・コンドル CARGO 1.15t〜1.5t（F24）
  - いすゞ・エルフ100（F24）
- キャラバン（E25後期）
- NV350キャラバン（E26）
  - いすゞ・コモ（E25後期/E26）

### QR25DD
- タイプ:直列4気筒 DOHC 16バルブ CVTC (NEO-Di)
- 排気量:2,488cc
- 内径×行程:89.0mm×100.0mm
- 圧縮比：10.5

出力・トルク
- (1)125kW(170PS)/6,500rpm 245N・m(25.0kg-m)/4,000rpm

#### 搭載車種
- プリメーラ（P12）

### QR25DE

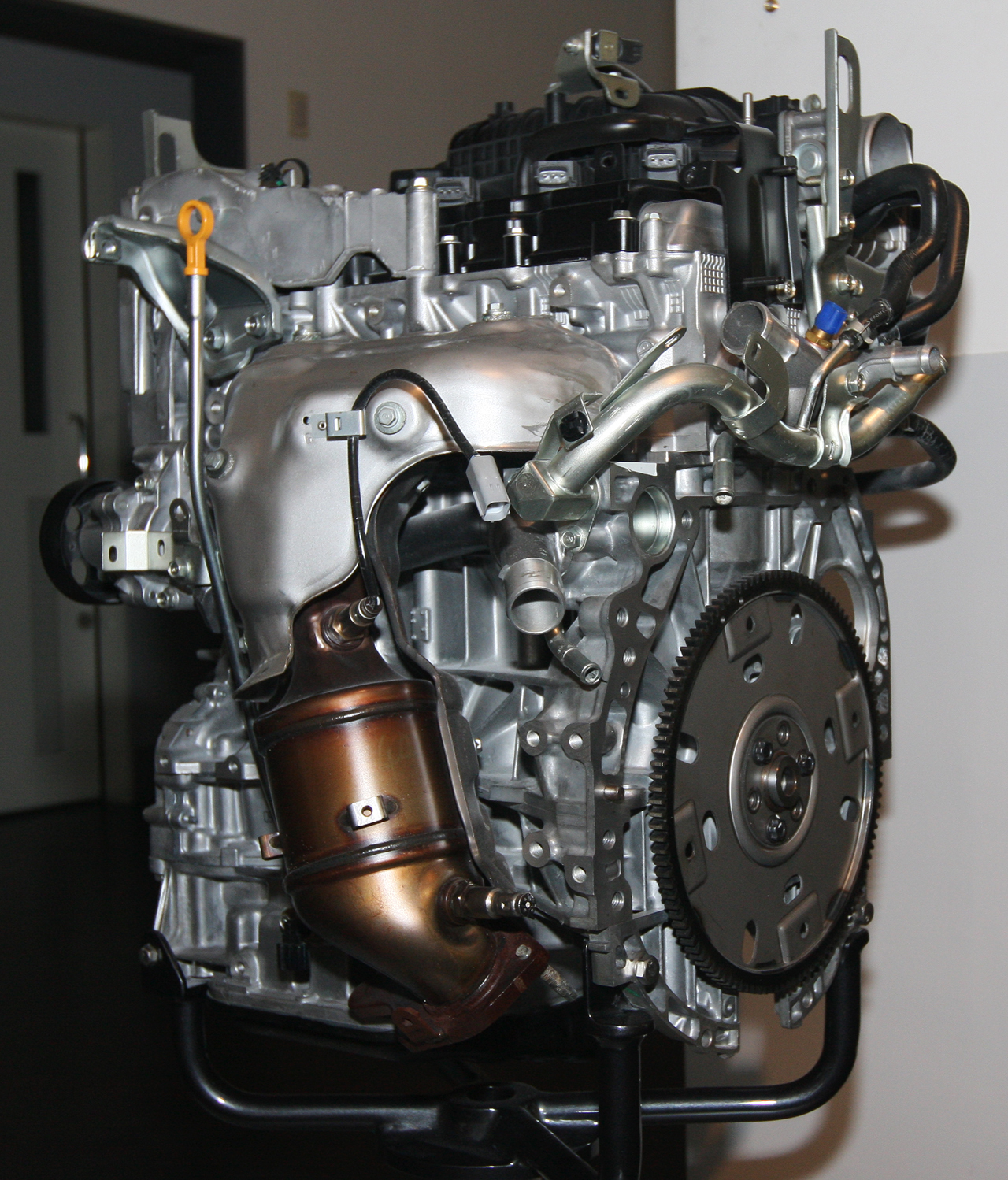
QR25DE

- タイプ:直列4気筒 DOHC 16バルブ CVTC
- 排気量:2,488cc
- 内径×行程:89.0mm×100.0mm
- 圧縮比：9.5 - 10.5

出力・トルク
- (1)149kW(200PS)/6,600rpm 240N・m(24.5kg-m)/5,200rpm
- (2)132kW(177PS)/6,000rpm 232N・m(23.7kg-m)/2,800rpm
- (3)125kW(170PS)/6,000rpm 230N・m(23.5kg-m)/4,400rpm
- (4)108kW(147PS)/5,600rpm 213N・m(21.7kg-m)/4,400rpm
- (5)118kW(160PS)/5,600rpm 240N・m(24.5kg-m)/4,000rpm
- (6)123kW(167PS)/5,600rpm 240N・m(24.5kg-m)/4,000rpm
- (7)121kW(165PS)/6,000rpm 233N・m(23.8kg-m)/4,000rpm
- (8)120kW(163PS)/5,200rpm 245N・m(25.0kg-m)/3,600rpm
- (9)125kW(170PS)/5,600rpm 245N・m(25.0kg-m)/3,900rpm
- (10)134kW(182PS)/6,000rpm 251N・m(25.6kg-m)/4,000rpm

#### 搭載車種
- プレサージュ（U30後期、U31）
- セレナ（C24後期）
- ティアナ（J32・4WD車、L33）
- ティアナセドリック
- ムラーノ
- エクストレイル（T30輸出仕様、T31、T32）
- キャラバン（E25後期、E26）
- NV350キャラバン（E26）
  - いすゞ・コモ（E25後期、E26）
  - 三菱ふそう・キャンターバン（E26）
- セントラ（B16）※海外専売車種
- アルティマ（L31、L32/U32）※海外専売車種
- エルグランド（E52）
- ナバラ(D23) ※海外専売車種
- テラ(D23) ※海外専売車種

型式こそ違うが（ルノー＆ルノーサムスン呼称は「2TR」）、同エンジンのリファイン版が以下の2車種（実質的には1車種）にも搭載されている。
- ルノーサムスン・QM5・QM6/ルノー・コレオス（基本的に同一）